# HorsLesMurs
HorsLesMurs était, en France, le Centre national des arts du cirque et de la rue jusqu'en 2016. 
Placé sous la tutelle du ministère de la Culture, HorsLesMurs accompagnait les professionnels du spectacle vivant et le grand public. En fusionnant avec le Centre national du théâtre, ARTCENA poursuit cette mission depuis 2016.

## Histoire
Créée en 1993 par le ministère de la Culture, HorsLesMurs était le Centre national de ressources des arts de la rue et des arts du cirque.  

## Axes et missions
Ses domaines d’intervention étaient le cirque contemporain, les arts de la rue et plus largement toutes les formes de création se situant dans l’espace public.    
HorsLesMurs s’intéressait à la connexion entre ces champs spécifiques de la création contemporaine et de grandes problématiques sociétales.    
Centre de documentation, de mise en réseau, d’information, de conseil, d’édition et d'incitation à la recherche en France et à l’international, HorsLesMurs repérait les nouvelles tendances esthétiques et les enjeux économiques des arts de la rue et des arts du cirque contemporains.    
Entre 1993 et 2016 HorsLesMurs a publié plusieurs revues : Les arts de la pistes, Rue de la folie, Stradda.  
Après avoir coordonné L’Année des arts du cirque en 2001-2002 et assuré le secrétariat général du Temps des arts de la rue de 2005 à 2007, HorsLesMurs s’est vu confier en 2014 le secrétariat général de la Mission Nationale pour l'Art et la Culture dans l’Espace Public (MNACEP).   
En fusionnant avec le Centre national du théâtre, HorsLesMurs est devenu ARTCENA, Centre national des arts du cirque, de la rue et du théâtre.  